# اسکار پوتزی
اسکار پوتزی (ایتالیایی: Oscar Pozzi؛ زادهٔ ۲۷ دسامبر ۱۹۷۱) دوچرخه‌سوار اهل ایتالیا است. وی در مسابقات تور دو فرانس و جیرو دیتالیا شرکت کرده است.